# 桑志華

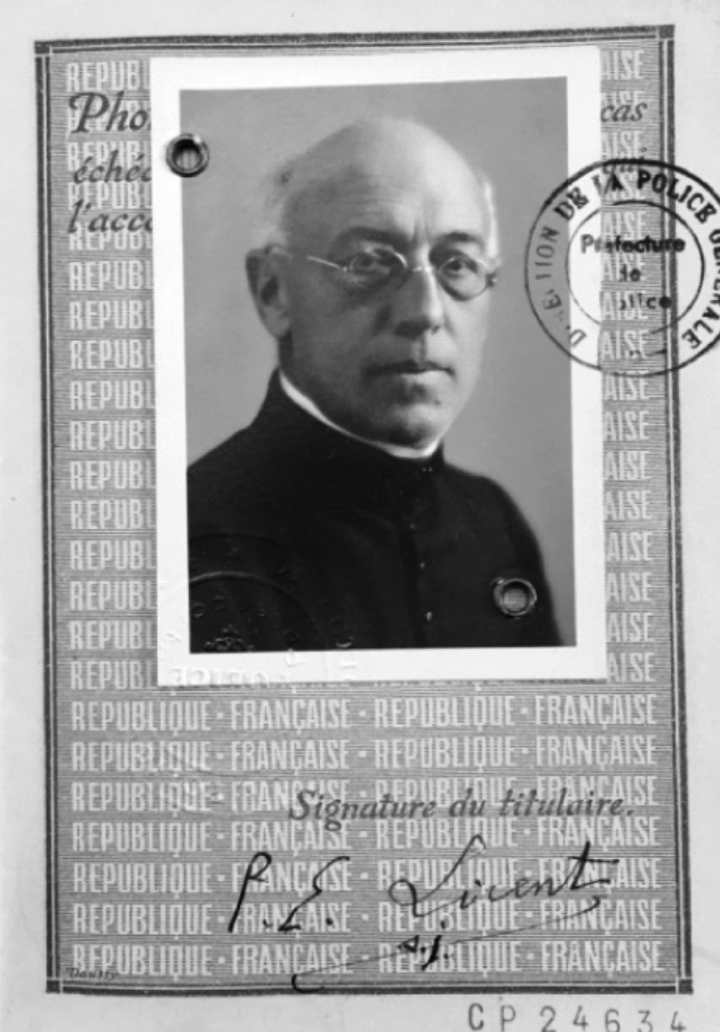
桑志华护照照片 巴黎耶稣会档案馆藏

桑志華（1876年—1952年），原名埃米爾·黎桑（法語：Emile Licent），法國耶穌會傳教士，古生物學家、考古學家。
桑志華曾旅居中國多年，創建了北疆博物院（今天津自然博物馆前身），并對中國北方進行了廣泛和深入的考察。1922年，與德日進在今內蒙古自治區烏審旗薩拉烏蘇河畔發現了一批人類和動物化石。這是中國境內最早發現的古人類化石，後來被命名為鄂爾多斯人，後經裴文中改譯為河套人。
葬于法国巴黎蒙帕纳斯公墓。